# پروژه گوتنبرگ
پروژه گوتنبرگ (به انگلیسی: Project Gutenberg) یک کوشش داوطلبانه برای دیجیتالی کردن و بایگانی کارهای فرهنگی برای تشویق تولید و پخش کتاب‌های دیجیتالی است.
این پروژه در سال ۱۹۷۱ به وسیله مایکل اس هارت بنیان‌گذاری شد و امروزه قدیمی‌ترین کتابخانهٔ دیجیتال است و دارای گنجینهٔ منحصر به فرد کتاب‌های الکترونیکی رایگان به‌شمار می‌رود. هارت در آن زمان و در ساعت استفاده رایگان کامپیوتر دانشگاه، کار صد کتاب اول را خودش انجام داد و از آن پس همه عمر خود را به آن پروژه اختصاص داد. امروزه او را به عنوان کسی می‌شناسند که بینشی فراتر از زمان خویش داشت، او خودش را یک رمانتیک علاج ناپذیر و یک ایده‌آل‌گرا پرکار و مفرط ذاتی نامیده‌است. هارت از ابتدا می‌دانست ایده کتابخانه دیجیتال او می‌تواند جهان را دگرگون کند و سطح دانش را بالا خواهد برد.
پروژه گوتنبرگ هفته‌ای سه میلیون کتاب الکترونیکی از طریق فقط یک تارنما در دانشگاه کارولینای شمالی به نمایش می‌گذارد. این مجموعه بیشتر متن کامل کتاب‌هایی با مجوز مالکیت عمومی است. این پروژه تلاش می‌کند که این کتاب‌ها را در حد امکان رایگان و در قالب‌هایی آزاد که بتوان روی هر رایانه‌ای استفاده کرد، عرضه کند. در مارس ۲۰۰۹ پروژه گوتنبرگ ادعا کرد که در مجموعه‌اش بیش از ۲۸۰۰۰ مورد کار فرهنگی دارد.
هدف پروژه گوتنبرگ این است که منابع تمام اطلاعات و فرهنگ را، همان‌طور که مطبوعات گوتنبرگ در اواسط هزاره دوم انجام داد، به شیوه مدرن در اختیار مردم قرار دهد. در سال ۱۹۹۷ تنها کمی بیش از ۳۰۰ عنوان بود ولی امروزه بیش از ۳۶هزار عنوان کتاب دارد. هارت گفته بود قصد دارد در نهایت یک میلیون کتاب به صد زبان مختلف و سایر مطالب در حوزه استفاده عموم از جمله گرافیک، موزیک، فیلم، مجسمه، نقاشی و عکس ارائه کند. این سایت دارای ثبات است و آدرس آن به‌طور مکرر تغییر نمی‌کند. به هیچ گونه هزینه یا ثبت نامی برای استفاده از کتاب‌ها نیاز نیست. کتاب‌های این مجموعه شامل بسیاری کتاب از زبان‌های غیرانگلیسی هم می‌شود. برای مثال، ۱۰۵۳ کتاب به زبان فرانسه، ۴۵۱ جلد به آلمانی، ۳۹۶ جلد به زبان فنلاندی، ۲۷۹ جلد به هلندی، ۱۵۵ جلد به زبان اسپانیایی و… وجود دارد.